# لائورا د مارکی
لائورا دِ مارکی (ایتالیایی: Laura De Marchi؛ زادهٔ ۲۵ ژوئیهٔ ۱۹۳۶) بازیگر اهل ایتالیا است.
از فیلم‌ها یا برنامه‌های تلویزیونی که وی در آن نقش داشته‌است، می‌توان به در آخرین لحظه، ماوراء، نوستالژیا، زیر نشان عقرب، رسوایی در خانواده و جوانی اشاره کرد.